# Dyson sphere program
Dyson Sphere Programは、Youthcat Studioによって開発された工場自動化シミュレーションゲーム。2021年1月にWindows向けにアーリーアクセスとしてリリースされた。

## 内容
本作は、社会が主に仮想コンピュータ空間に成立しているとする未来的なSF世界観を舞台としており、その仮想空間を稼働させるために大量の電力と計算能力を必要としているという設定がある。本作では、仮想空間を拡張するために、開発メンバーの1人（これがプレイヤーである）を実際の宇宙に送り、近隣の星団の資源からダイソン球を構築して電力を確保するというシナリオになっている。
このゲームでは、新しくゲームを開始する際に、バイオームのタイプに基づいてさまざまな資源を持つ星を含む星団がランダムに生成され、プレーヤーはその中でも基礎的な資源を採集できる1つの惑星を指定して着陸する。プレーヤーは機械化されたスーツを装着したキャラクターを操作して、鉄、銅、石油といった資源を収集する。そしてそれらを、鋼板、歯車、電子回路といった基本的なコンポーネントに加工する。そしてこれらを組み合わせて、組立工場、輸送システム、パワーデバイスを含む施設群を形成する。こうした資源の収集、組み立て、施設の設置を繰り返すことによって、プレイヤーは、物資を自動的に生成できる工場を建設することができる。これにより、工場を稼働させ続けるのに必要な電力と資源を確保できる。また、これらの物資は、生産できるコンポーネントの種類を増やしたり特定の建物の影響範囲を拡大する新技術の開発や、機械化されたスーツの機能向上のための研究を進めるためにも使用できる。こうした研究を進めていくことで最終的には、プレイヤーは開始時に着陸した惑星を離れ、他の惑星での開発を進めることもできる。他の惑星でより多くの固有の資源を収集し、星団全体に輸送経路を作ることで、最終的には対象の恒星にダイソン球のコンポーネントを構築するのである。

## 開発
本作は、中国の重慶にあるYouthcat Studio内の5人からなるチームによって開発された。2021年1月21日にアーリーアクセスでリリースされた。Youthcat Studioは、アーリーアクセスと並行して約1年、ゲーム完成まで開発を継続すると述べている。実装が予定されている機能としては、惑星上における敵との戦闘や、機械化されたスーツをカスタマイズする機能が含まれる。

## リリース後の動向
Youthcatは、SteamとWeGameでアーリーアクセスとしてリリースしてから4日間で、200,000回以上ダウンロードされたと報告している。また販売後の初週にSteamで最も売れたゲームとしてランクインした。
また、2023年12月には、大規模アップデートである「Rise of the Dark Fog」をリリースした。本アップデートでは建設した工場を破壊しようとする敵勢力「ダークフォグ」との戦闘要素が含まれており、主人公であるイカロスにも敵を攻撃するための戦闘能力が実装された。